# ジョージ・カービー (野球)
ジョージ・ジョゼフ・カービー（George Joseph Kirby, 1998年2月4日 - ）は、アメリカ合衆国ニューヨーク州ウエストチェスター郡ライ出身のプロ野球選手（投手）。右投右打。MLBのシアトル・マリナーズ所属。
試合開始からの連続ストライク記録のギネス世界記録保持者。

## 経歴

### プロ入り前
幼少期、家の裏庭で父親とキャッチボールをする時間が大好きで、野球をプレーしたいと思うようになったという。ライ高等学校に進学後、バスケットボール部にも所属したが、次第にNBAよりもMLBでのプレーを志すようになった。2016年には野球部のキャプテンとして活躍し、43.1イニングを投げて6勝無敗、73奪三振、防御率0.32という成績を記録。この活躍により注目を集め、ヤンキース、メッツ、レッドソックス、レッズのスカウトも訪れた。同年のMLBドラフトでは32巡目（全体970位）でメッツから指名を受けたが、プロ入りせずイーロン大学に進学。2019年には同大学のエースとして88.1イニングを投げ、8勝2敗、107奪三振、6四球、防御率2.75、WHIP0.89を記録し、コロニアル陸上競技連盟 の最優秀投手賞を受賞した。

### プロ入りとマリナーズ時代
2019年のMLBドラフト1巡目（全体20位）でシアトル・マリナーズから指名され、契約を結んだ。傘下のA-級エバレット・アクアソックスでプロデビュー、9試合（うち先発8試合）に登板し、防御率2.35、25奪三振、0四球を記録した。
2020年は新型コロナウイルスの影響でマイナーリーグが中止となり、公式戦への出場はなかった。
2021年はA+級エバレットとAA級アーカンソー・トラベラーズでプレー。2球団合計で15試合に先発登板し、5勝3敗、防御率2.53、80奪三振、15四球を記録した。
2022年は開幕をAA級アーカンソーで迎えた。5月8日にメジャー契約を結び、アクティブ・ロースター入りが発表された。同日のタンパベイ・レイズ戦でメジャーデビューを果たし、先発登板して6回無失点を記録する好投を見せた（勝敗はつかず）。8月24日のワシントン・ナショナルズ戦では、「試合開始から24球連続でストライク」を投げMLB新記録を樹立（従来の記録はジョー・マスグローブの21球）。この記録はギネス世界記録にも認定された。8月は5試合に先発し、4勝0敗、29.1イニングで34奪三振、3四球、被本塁打0、防御率2.15を記録し、ア・リーグのルーキー・オブ・ザ・マンスを受賞。また、7月2日のオークランド・アスレチックス戦から9月28日のテキサス・レンジャーズ戦まで「14先発登板連続・被本塁打0」を記録し、2022年シーズンにおいてMLB全先発投手の最長記録を達成した（2位はホセ・キンタナの11先発登板連続）。オフの11月14日、ア・リーグ最優秀新人選手賞（新人王）の投票で6位に選出された。
2023年は4月27日のフィラデルフィア・フィリーズ戦で、自身初の完投を達成しながら、チームが得点できず敗戦投手となる珍事も起きたが、4月9日から5月21日にかけて8試合連続でクオリティ・スタートを記録するなど、前半戦で8勝7敗、防御率3.09、89奪三振、10四球と安定した投球を続けチームを支えた。これらの活躍により、マリナーズの本拠地T-モバイル・パークで開催されたオールスターゲームに、タンパベイ・レイズのシェーン・マクラナハンの負傷に伴う代替投手として選出され、自身初の球宴出場を果たした。9月8日のタンパベイ・レイズ戦において、7回に続投を指示したスコット・サーバイス監督の采配に疑問を呈し「正直に言うと、7回にマウンドに上がらなければよかったと思う。90球を投げていたし」と発言し波紋を呼んだ。しかし、翌9日に「試合後の感情的な発言だった」と謝罪、サーバイス監督もカービーの謝罪を受け入れ、大きな問題には発展しなかった。10月1日のシーズン最終戦、テキサス・レンジャーズ戦の4回に、カービーは亡くなったボストン・レッドソックスのティム・ウェイクフィールドを追悼するため、自身初となるナックルボールを投げた。その変化を捕らえた映像が公開され、ファンの間で大きな話題となった。シーズン全体では31試合に先発、190.2イニングを投げ、13勝10敗、防御率3.35、172奪三振、19四球を記録。特に、K/BB9.05はメジャー全投手中トップ、クオリティ・スタート20回はア・リーグ3位タイだった。これらの実績が認められ、ア・リーグのサイ・ヤング賞投票で8位に選出された。
2024年は4月27日のアリゾナ・ダイヤモンドバックス戦でキャリアハイとなる12奪三振を記録し勝利投手になった。6月9日のカンザスシティ・ロイヤルズ戦から7月26日のシカゴ・ホワイトソックス戦まで、9試合連続クオリティ・スタートを記録するなど、ローガン・ウェブ、ザック・ウィーラーとともに、2年連続20クオリティ・スタートを達成した1人となった。7月31日にフェンウェイ・パークで開催されたボストン・レッドソックス戦の初球にナックルボールを投げ、故ティム・ウェイクフィールドを追悼。昨年に続きメディアで広く報道された。シーズン全体では14勝11敗、防御率3.53、179奪三振を記録。特に、K/BB7.78、与四球率1.08は共にメジャー全投手中1位を記録し、卓越した制球力を証明した。

## 選手としての特徴
打者の得意コースを気にするよりも、自分が最高の投球をすれば誰にも負けないという信念を持ち、ゾーンを攻める投球スタイルで四球が非常に少ない。ドラフト指名当時から制球力はエリート級の評価を得ていたが、平均90mph前半のフォーシームやカーブ 、スライダー、チェンジアップにおいては派手なツールに欠けると語られていた。しかし球団による筋力、柔軟性、バイオメカニクス、メンタルスキルの複合プログラムをこなし、2022年初頭にフォーシームの平均球速が95mph（約153km/h）を超えると最高102mph（約164km/h）まで記録。加えてリリースポイントや水平方向への動きを研究したスライダーの向上、さらにサイ・ヤング賞投手ロビー・レイに握り方から指南を受けたツーシームの習得に成功し苦手としていた左打者に対するフロントドアを会得した。

## 詳細情報

### 年度別投手成績
| 年 度    | 球 団    | 登 板 | 先 発 | 完 投 | 完 封 | 無 四 球 | 勝 利 | 敗 戦 | セ 丨 ブ | ホ 丨 ル ド | 勝 率 | 打 者 | 投 球 回 | 被 安 打 | 被 本 塁 打 | 与 四 球 | 敬 遠 | 与 死 球 | 奪 三 振 | 暴 投 | ボ 丨 ク | 失 点 | 自 責 点 | 防 御 率 | W H I P |
| -------- | -------- | ----- | ----- | ----- | ----- | -------- | ----- | ----- | -------- | ----------- | ----- | ----- | -------- | -------- | ----------- | -------- | ----- | -------- | -------- | ----- | -------- | ----- | -------- | -------- | ------- |
| 2022     | SEA      | 25    | 25    | 0     | 0     | 0        | 8     | 5     | 0        | 0           | .615  | 542   | 130.0    | 135      | 13          | 22       | 0     | 5        | 133      | 4     | 0        | 54    | 49       | 3.39     | 1.21    |
| 2023     | SEA      | 31    | 31    | 1     | 0     | 0        | 13    | 10    | 0        | 0           | .565  | 757   | 190.2    | 179      | 22          | 19       | 1     | 6        | 172      | 1     | 0        | 74    | 71       | 3.35     | 1.04    |
| 2024     | SEA      | 33    | 33    | 0     | 0     | 0        | 14    | 11    | 0        | 0           | .560  | 778   | 191.0    | 181      | 22          | 23       | 0     | 7        | 179      | 5     | 1        | 82    | 75       | 3.53     | 1.07    |
| MLB：3年 | MLB：3年 | 89    | 89    | 1     | 0     | 0        | 35    | 26    | 0        | 0           | .574  | 2077  | 511.2    | 495      | 57          | 64       | 1     | 18       | 484      | 10    | 1        | 210   | 195      | 3.43     | 1.09    |

- 2024年度シーズン終了時

### 年度別守備成績
| 年 度 | 球 団 | 投手（P） | 投手（P） | 投手（P） | 投手（P） | 投手（P） | 投手（P） |
| 年 度 | 球 団 | 試 合     | 刺 殺     | 補 殺     | 失 策     | 併 殺     | 守 備 率  |
| ----- | ----- | --------- | --------- | --------- | --------- | --------- | --------- |
| 2022  | SEA   | 25        | 7         | 10        | 0         | 1         | 1.000     |
| 2023  | SEA   | 31        | 18        | 12        | 0         | 1         | 1.000     |
| 2024  | SEA   | 33        | 11        | 9         | 1         | 1         | .952      |
| MLB   | MLB   | 89        | 36        | 31        | 1         | 3         | .985      |

- 2024年度シーズン終了時

### 表彰
- ルーキー・オブ・ザ・マンス：1回（2022年8月）

### 記録
- 試合開始からの連続ストライク記録　（24球※ギネス世界記録認定）[1]
- MLBオールスターゲーム選出：1回（2023年）

### 背番号
- 68（2022年 - ）